# Walden Media
Walden Media é uma produtora de filmes, mais conhecida por levar As Crônicas de Nárnia ao cinema. Geralmente seus filmes são adaptados de livros infanto-juvenis, biografias ou acontecimentos históricos, documentários e alguns roteiros originais.
A sede corporativa da Walden Media está localizada em Los Angeles, Califórnia.

## História
A Walden Media foi fundada em 2000 por Micheal Flaherty e Cary Granat. Granat era presidente da divisão Miramax Dimension Films, e Flaherty veio do mundo da educação. Os dois eram colegas de casa na Tufts University antes de seguir caminhos diferentes e depois se reunirem para formar a Walden Media. como uma empresa de cinema, televisão, publicação e Internet cujo objetivo é ensinar e entreter as crianças.

## Próximos livros
- Simon Bloom, the Gravity Keeper by Michael Reisman - February 14, 2008
- Savvy by Ingrid Law - May, 2008
- Dolphin Song by Lauren St. John - May, 2008
- Mike Lupica's Comeback Kid Book Séries: Safe at Home by Mike Lupica - September, 2008

## Livros publicados
- The White Giraffe by Lauren St. John
- Mike Lupica's Comeback Kid Book Séries: Two-Minute Drill by Mike Lupica
- Mike Lupica's Comeback Kid Book Séries: Hot Hand by Mike Lupica
- Paddywhack Lane by Bob Fuller
- Jim Thorpe: Original All American by Joseph Bruchac

## Filmografia
- 2002: Pulse: A Stomp Odyssey with Giant Screen Films Prado Brothers
- 2003: Ghosts of the Abyss with Walt Disney Pictures
- 2003: Holes with Walt Disney Pictures
- 2003: I Am David with Lions Gate Films
- 2004: Around the World in 80 Days with Walt Disney Pictures
- 2005: Because of Winn-Dixie with 20th Century Fox
- 2005: Aliens of the Deep with Walt Disney Pictures
- 2005: The Chronicles of Narnia: The Lion, the Witch and the Wardrobe with Walt Disney Pictures
- 2006: Hoot with New Line Cinema
- 2006: How to Eat Fried Worms with New Line Cinema
- 2006: Charlotte's Web with Paramount Pictures, Nickelodeon Movies and The K Entertainment Company
- 2007: Bridge to Terabithia with Walt Disney Pictures
- 2007: The Water Horse: Legend of the Deep with Columbia Pictures, Revolution Studios, Beacon Pictures, and Ecosse Films
- 2007: Mr. Magorium's Wonder Emporium with 20th Century Fox and Mandate Pictures
- 2007: The Seeker: The Dark Is Rising with 20th Century Fox
- 2008: Nim's Island with 20th Century Fox
- 2008: The Chronicles of Narnia: Prince Caspian with Walt Disney Pictures
- 2008: Journey to the Center of the Earth with New Line Cinema
- 2008: City of Ember with 20th Century Fox
- 2009: Bandslam with Summit Entertainment
- 2010: Tooth Fairy with 20th Century Fox
- 2010: Ramona and Beezus with 20th Century Fox
- 2010: The Chronicles of Narnia: The Voyage of the Dawn Treader with 20th Century Fox
- 2022: Rumble with Paramount Animation e WWE Studios